# Іриб
Іриб (ав. ГІириб, рос. Ириб) — село в Чародинському районі Дагестану, адміністративний центр Ірибського сільського поселення.

## Населення
| 1099 | 1106 |

Населення села — 1106 осіб на 2010 рік.

## Географія
Село Іриб розташоване за 190 км на північний захід від Махачкали і в 10 км від районного центру — села Цуриб. Іриб розташований на річці Тленсерух. Висота над рівнем моря — 1648 метрів.

## Видатні уродженці
- Магомедов Муса Сергоєвич — український політик та промисловець.

## Галерея

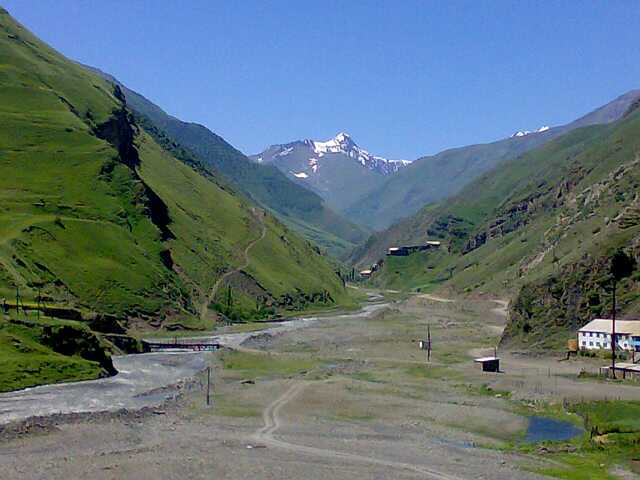
Пейзаж на півдні села
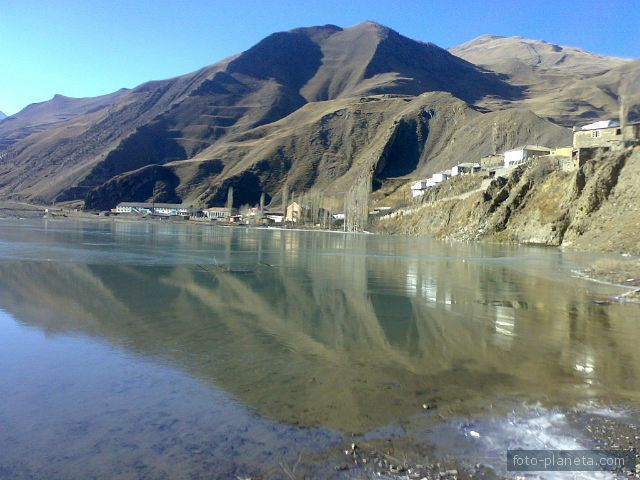
Нижній Іриб
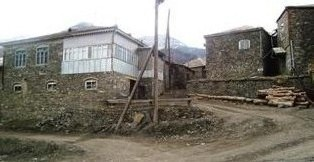
Верхній центр села